# Meeker (Colorado)
Meeker es un pueblo ubicado en el condado de Río Blanco en el estado estadounidense de Colorado. En el Censo de 2010 tenía una población de 2475 habitantes y una densidad poblacional de 272,33 personas por km².

## Geografía
Meeker se encuentra ubicado en las coordenadas 40°2′59″N 107°53′43″O / 40.04972, -107.89528. Según la Oficina del Censo de los Estados Unidos, Meeker tiene una superficie total de 9.09 km², de la cual 9.09 km² corresponden a tierra firme y (0%) 0 km² es agua.

## Demografía
Según el censo de 2010, había 2475 personas residiendo en Meeker. La densidad de población era de 272,33 hab./km². De los 2475 habitantes, Meeker estaba compuesto por el 89.94% blancos, el 0.32% eran afroamericanos, el 0.89% eran amerindios, el 0.28% eran asiáticos, el 0.36% eran isleños del Pacífico, el 5.74% eran de otras razas y el 2.46% pertenecían a dos o más razas. Del total de la población el 12.97% eran hispanos o latinos de cualquier raza.